# Сергушкино (Сєверний район)
Сергу́шкино (рос. Сергушкино) — село у складі Сєверного району Оренбурзької області, Росія.

## Населення
Населення — 318 осіб (2010; 427 у 2002).
Національний склад (станом на 2002 рік):
- мордва — 90 %